# Rimonabant
Le rimonabant (ou SR141716) était un médicament anorexigène contre l'obésité agissant comme un antagoniste sélectif des récepteurs cannabinoïdes CB1, brièvement commercialisé par le groupe pharmaceutique Sanofi-Aventis (Sanofi de 2006 à 2008) sous la marque Acomplia. 
Les autorités européennes du médicament l’ont retiré du marché en 2008 en raison d’effets secondaires parfois graves, considérant qu'il apportait plus de risques que de bénéfices. L'EMA a en effet conclu des données alors disponibles que les patients obèses ou en surpoids prenant ce médicament avaient près de deux fois plus de risques de souffrir de troubles psychiatriques (dépression et risque de suicide) que ceux qui ne l'utilisaient pas. Pour ces raisons, la FDA (Food and Drug Administration) avait déjà refusé sa commercialisation aux États-Unis.
Le rimonabant a aussi été proposé dans le cadre de l’arrêt du tabac ou d'autres toxicomanies, dont au cannabis car il bloque les effets psychoactifs et certains effets cardiovasculaires du THC (la molécule psychoactive principale du cannabis) chez un individu étant sous l’effet de cette drogue. Il diminue l’appétit alors que le cannabis est réputé l’augmenter.

## Action
Le rimonabant induit une augmentation du taux de cholestérol HDL sanguin et une baisse des triglycérides. Il augmente le taux d'adiponectine de façon indépendante de la perte de poids, ce qui améliore, théoriquement, la sensibilité à l'insuline.
Chez le patient obèse, diabétique de type II, le rimonabant réduit le taux d'HbA1C de façon statistiquement significative après six mois de traitement mais sans aucune preuve de réduction des complications liées au diabète,.
Les effets bénéfiques en matière de morbi-mortalité dans les indications actuelles sont inconnus, il est impossible de savoir si le médicament diminue les décès chez les malades traités puisqu'il faut plusieurs années pour que les premières études montrent l'impact du produit. Les résultats en matière de régression (ou de ralentissement de la progression) de l'athérome n'étaient pas en 2008 concluants, malgré une amélioration significative des facteurs de risque cardiovasculaire.

## Efficacité en termes de perte de poids
Les essais cliniques réalisés chez des patients obèses ont montré une efficacité modeste (4 à 5 kg perdus au bout d'un an) et une perte de poids encore plus faible chez l'obèse diabétique,.

## Effets secondaires
Les effets secondaires les plus courants sont la dépression, les vertiges, les nausées, des troubles du sommeil, des rêves, des troubles sensoriels, musculaires et cutanés.
Parmi les effets secondaires graves notifiés au centre régional de pharmacovigilance de Grenoble ou à l'agence européenne du médicament, on retrouve des troubles dépressifs et suicidaires chez des patients qui pour la moitié d'entre eux n'avaient jamais eu de pathologie psychique. 
Il fut notifié également des troubles psychotiques et des mouvements anormaux. Les essais cliniques sur la molécule montrent les mêmes effets secondaires psychiques que ceux notifiés lors de la commercialisation en Europe.
Les effets secondaires à long terme sont inconnus.

## Contre-indications
Le rimonabant est contre-indiqué chez les enfants et femmes enceintes ou allaitantes par un manque de données sur les effets du produit sur ces populations.
Il est également contre-indiqué chez les patients souffrant de troubles psychiatriques et sous traitements anti-dépresseurs.
Les insuffisants rénaux sévères et hépatiques sont exclus du champ d'utilisation du produit.
Il est recommandé d'utiliser le rimonabant avec précaution chez les personnes de plus de 70 ans en raison des risques de pathologies rénales, hépatiques ou psychiatriques sous-jacentes.

## Histoire
L'essai Stratus-US, concernant l'effet du rimonabant dans le sevrage tabagique, est présenté à l'American College of Cardiology (en) en mars 2004 à La Nouvelle-Orléans. 
Les données de l'étude RIO-Europe (étude randomisée en double aveugle sur l’effet de réduction du poids et sur la sécurité du rimonabant chez les patients obèses avec ou sans comorbidités) sont présentées lors du congrès de la Société européenne de cardiologie à Munich en août 2004.
En 2006, les experts de la Division of Anesthesia, Analgesia and Rheumatology Products de la FDA rejettent la demande d'autorisation du rimonabant dans le sevrage tabagique. 

Les experts de la Division of Metabolism and Endocrinology Products adressent à Sanofi-Aventis une "approvable letter" dans la prise en charge de l'obésité, assortie d'une demande d'informations complémentaires avant l'autorisation définitive. 

En juin, le rimonabant obtient une autorisation de mise sur le marché européen, et est commercialisé en France à partir de 2007 ainsi que dans 20 autres pays. Le produit est remboursé en France à 35 % sur prescription spéciale, mais reste déremboursé en Allemagne.
En juin 2007, un comité d'experts conseille à la Food Drugs Administration américaine de repousser une éventuelle autorisation de commercialisation aux États-Unis du médicament contre l'obésité, pour des raisons de sécurité. La Tribune évoque un « revers majeur » pour Sanofi-Aventis ; selon les experts de la FDA, « Sanofi n'aurait pas fourni suffisamment d'éléments prouvant l'innocuité du médicament ». Dans un second vote, ce comité a également estimé à l'unanimité que les bénéfices de cette molécule ne l'emportent pas sur les effets secondaires[réf. souhaitée]. Dans l'union européenne, malgré les effets secondaires et les décès notifiés, les agences du médicament ont proposé d'ajouter des contre-indications et des recommandations d'utilisation sur les notices. 
Le 9 août 2007, l'Afssaps (Agence française de sécurité sanitaire des produits de santé) actualise le plan de gestion des risques d'Acomplia et limite sa prescription à cause de ses effets secondaires, notamment en ce qui concerne le risque de survenue de troubles dépressifs majeurs. Un antécédent de dépression devient une contre-indication définitive alors qu'elle n'était qu'une précaution. 
Il faut attendre octobre 2008 pour que l'Agence européenne des médicaments et l'Afssaps recommandent à la commission européenne de suspendre l'autorisation de mise sur le marché de la molécule. 
Le même jour, Sanofi Aventis annonce que la vente est interrompue immédiatement dans toutes les pharmacies des 18 pays de l'Union européenne qui le distribuent. Sanofi Aventis n'exclut plus une suspension du médicament dans les 14 autres pays, hors Union européenne, où il est commercialisé.
Le 5 novembre 2008, Sanofi Aventis annonce l'arrêt de tous les programmes de développement du produit, pour tous les usages.

## Divers
En 2007, le produit fait l'objet de contrefaçon, objet de procédures judiciaires en France.
En 2012, une émission de TV française, lancée par Élise Lucet a enquêté sur le Rimonabant comme exemple  de médicament promu dans le cadre d'un « façonnage de maladie » : Cash investigation, no 1, intitulée « Les vendeurs de maladies ».